# Kūh Mīān
Kūh Mīān (persiska: كوه ميان, كوه مِيان) är en ort i Iran.   Den ligger i provinsen Golestan, i den norra delen av landet, 400 km öster om huvudstaden Teheran. Kūh Mīān ligger 330 meter över havet och antalet invånare är 387.
Terrängen runt Kūh Mīān är kuperad åt nordväst, men åt sydost är den bergig.Runt Kūh Mīān är det ganska tätbefolkat, med 65 invånare per kvadratkilometer. Närmaste större samhälle är Āzādshahr, 6,6 km norr om Kūh Mīān. I omgivningarna runt Kūh Mīān växer i huvudsak blandskog.